# Zákon o zásluhách Milana Rastislava Štefánika o Slovensko

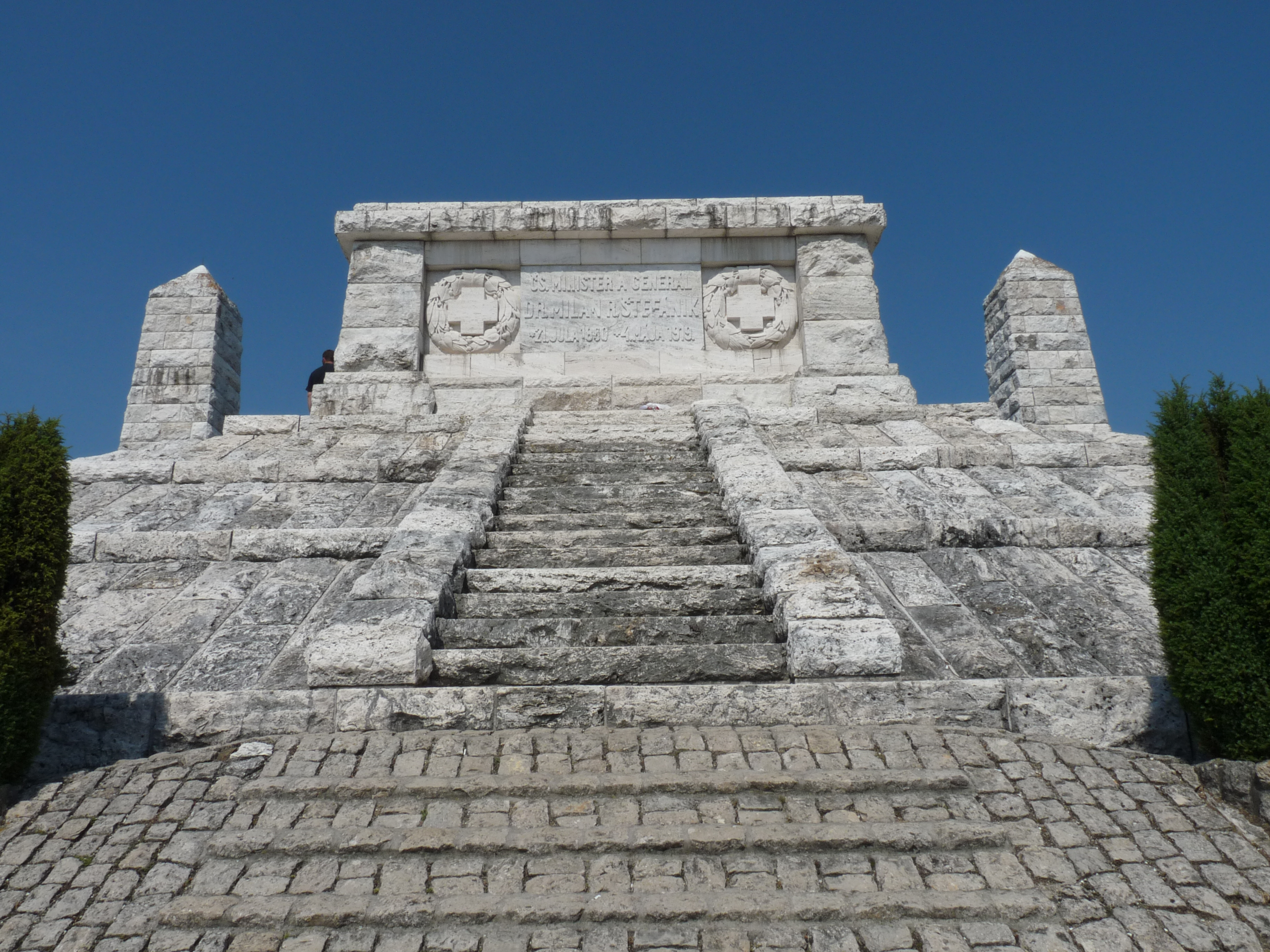
Mohyla Milana Rastislava Štefánika na Bradle

Zákon o zásluhách Milana Rastislava Štefánika o Slovensko neboli Zákon Národní rady Slovenské republiky z 30. října 2000 č. 402/2000 Z. z. o zásluhách Milana Rastislava Štefánika o Slovensko byl přijat Národní radou Slovenské republiky dne 30. října 2000 k uctění památky spoluzakladatele Československa generála Milana Rastislava Štefánika.

## Paragrafické znění
Národní rada Slovenské republiky se usnesla na tomto zákoně: 
- § 1

Milan Rastislav Štefánik se mimořádně zasloužil o to, že se slovenský národ stal státotvorným národem samostatného česko-slovenského státu. 
- § 2

K ocenění mimořádných zásluh Milana Rastislava Štefánika uvedených v § 1 bude v budově Národní rady Slovenské republiky umístěna busta Milana Rastislava Štefánika a pamětní tabule, na níž bude uvedeno jeho krédo „Věřit, milovat, pracovat" a zobrazeny faksimile jeho podpisu. 
- § 3 
  - 1) Mohyla Milana Rastislava Štefánika na Bradle je pietním místem.
  - 2) Návštěvník Mohyly Milana Rastislava Štefánika na Bradle je povinen chovat se s úctou k osobě Milana Rastislava Štefánika a zdržovat se všeho, co by mohlo narušit klid pietního místa.
- § 3a
  - 1) Pro účely tohoto zákona se areálem mohyly rozumí Národní kulturní památka Památník, Národní kulturní památka Strážnice, Národní kulturní památka Fara a pamětní deska, budova Infobodu na Bradle, příslušenství těchto budov, přístupová cesta, zpevněné plochy, travnaté plochy a lesní pozemky.
  - 2) Areál mohyly zahrnuje území vymezené pozemky uvedenými v příloze.
  - 3) Ministerstvo kultury Slovenské republiky poskytne městu Brezová pod Bradlom, obci Košariská a obci Priepasné (dále jen „obec“) účelovou dotaci z rozpočtové kapitoly Ministerstva kultury Slovenské republiky v rámci schváleného limitu výdajů na příslušný rozpočtový rok na úhradu nákladů na údržbu a rozvoj areálu mohyly do výše součtu finančního příspěvku obce schváleného na tento účel v rozpočtu obce na příslušný rozpočtový rok a finančního příspěvku Trenčínského samosprávného kraje poskytnutého obci na tento účel v předchozím rozpočtovém roce.

- §4

Tento zákon nabývá účinnosti 1. ledna 2001. 